# Blackall
Blackall – miasto (town) w Australii, w środkowej części stanu Queensland, w regionie Blackall-Tambo, położone nad rzeką Barcoo. W 2006 roku miasto liczyło 1160 mieszkańców.
Miasto zostało nazwane na pamiątkę Samuela Blackalla, żołnierza i drugiego gubernatora Queensland.